# Джованни ди Симоне
Джованни ди Симоне (итал. Giovanni di Simone), (???) — (1284—1298), Пиза — итальянский архитектор и инженер, работавший в Пизе. Автор клуатра кладбища Кампо-Санто. Принимал участие в строительстве Пизанской башни.
Критики и художественная историография на протяжении веков полностью игнорировали его фигуру именно из-за его имени, путая с Джованни Пизано. Конец путанице положил итальянский историк Баччи в 1918 году. Опираясь на документальную реконструкцию, он показал, что ди Симоне был одним из самых выдающихся и способных архитекторов Пизы во второй половине XIII века.

## Биография
Дата и место рождения Джованни ди Симоне неизвестны; был ли он пизанцем по рождению, или приезжим — история умалчивает.
Первый документ, касающийся ди Симоне, относится к июлю 1245 г.
Встречаются мнения, что ди Симоне играл ведущую роль в строительстве новой больницы, начатой на южной стороне Соборной площади в 1257 году.
К моменту окончания строительства больницы (1262 год) Джованни уже работал над церковью св. Франциска, строительство которой началось в 1261 году. Церковь построена в терракотовом стиле, согласно типичному пизанскому обычаю, но опирается на каменное основание, материал для которого, согласно документу 1264 года, добывала группа мастеров-каменщиков под руководством Джованни, у горы Пизано.
Характерным архитектурным элементом церкви является колокольня, опирающаяся только на две стены по периметру, в которые архитектор вставил два пояса, поддерживающие цилиндр из концентрических слоев кирпичей, облегченный небольшими арками.
Основываясь на этих уникальных деталях, Кристиани Тести (1986) приписал ди Симоне также колокольню доминиканской церкви св. Катерины, строительство которой началось несколько раньше францисканской. Однако с этой точкой зрения согласились не все историки.
С 1266 по 1286 г. ди Симоне был главным строителем Опера-дель-Дуомо при Пизанском соборе.
Около 1275 г. было возобновлено строительство ныне всемирно известной колокольной башни, прерванное почти на девяносто лет пресловутым наклоном здания. Работы были поручены ди Симоне.
Тем временем также началось строительство архитектурного ансамбля кладбища Кампо-Санто. Ди Симоне спроектировал общий дизайн, также с ним связывают инженерные решения первых двадцати арок восточной части.
Нет документов, которые бы точно указывали, когда работа Джованни над Кампосанто прекратилась; перерыв же в строительстве башни относится к 1284 году, что совпало с чёрным периодом для Пизы, завершившимся битвой при Мелории. Была выдвинута гипотеза, что смерть ди Симоне также связана с этим событием, но её опровергает документ 1286 года об освобождении Джованни от налога. Можно утверждать, что умер Джованни ди Симоне не позднее 1298 года, поскольку в датированном этим годом документе, где старший сын архитектора, Гвидо, и Джованни Пизано упоминаются в связи с водопроводом колокольни, ди Симоне уже числится мёртвым.

## Память
Именем Джованни ди Симоне названа улица в Пизе — Via Giovanni Di Simone.